# Yo la recuerdo ahora
Yo la recuerdo ahora es una película argentina dirigida por Néstor Lescovich y protagonizada por Ulises Dumont y Beatriz Spelzini. Fue estrenada el 18 de octubre de 2007 y trata de un anciano que quiere quitarse la vida.

## Sinopsis
Un jubilado desolado que no quiere vivir más viaja a Mendoza con el propósito suicidarse. Se hospeda en un hotel y allí conoce a Gladis, una mujer solitaria que trabaja de mucama y cuida a su hermano ciego. Ambos viven vidas con pasados tristes pero de a poco va surgiendo una relación entre ellos.

## Reparto
Participaron del filme los siguientes intérpretes:
- Rodolfo Atencio como Ernesto
- David Blanco como Chofer de combi de turistas
- Macarena Bolla como Niña del hospital
- Octavio Bujaldon como Niño del catamarán
- Jorge Agüero como transeúnte en la terminal de ómnibus.
- Leopoldo Burgos como Transeúnte
- Bruno Cerda como Niño del río
- Diego de Souza como Muchacho de la ruta accidente
- Marguerita di Natale como Monja 2
- Mauricio Diego como Médico
- Pablo Domínguez como Padre del catamarán
- Ulises Dumont como Rafael
- Silvia Echeverria como Vendedora de flores
- Gerardo Herrera como Vendedor de pasajes
- Anabella Lledo como Monja
- Antonella Lorenzo como Monja 3
- Laura G. Martinez como Voz de Panadera
- Inés Mauleon como Abuela del hospital
- Maximiliano Ortega como Muchacho que pide ayuda
- Ricardo Ortiz
- Evangelina Paez como Madre del catamarán
- José Pepe Parlanti como Hombre del río
- Alejandra Peralta como Enfermera
- Ricardo Pettignano como Hombre de la ruta accidente
- Diego Renteria como Doble de Riesgo
- Carla Rivas como Chica americana
- Jorgelina Romera como Guía de Turistas
- Raúl Tato Rosa como Maletero
- Lourdes Ruiz como Mujer embarazada
- Irma Ríos como Abuela de Monte Coman
- Brenda Sorroche como Niña del catamarán
- Beatriz Spelzini como Gladis
- Juan Manuel Tenuta como Cándido
- Juan Vitali como (voice)
- Alfredo Zenobi como Conserje